# Daihatsu Leeza
El Daihatsu Leeza (ダイハツ・リーザ, Dihatsu Rīza) fou un kei car d'estil coupé presentat al mercat japonés per la marca d'automòbils Daihatsu el desembre de 1986. La seua producció es va aturar a l'agost de 1993 al haver estat reemplaçat ja pel Daihatsu Opti l'any 1992. Tot i tindre una concepció i enfocament de coupé, la majoria d'unitats del model comercialitzades ho feren com a variants comercials (amb punts d'ancoratge i seients trasers temporals) per tal d'aprofitar la fiscalitat favorable als vehícles comercials.
Les primeres versions del model van ser motoritzades amb un motor tricilíndic de carburador amb 550 centímetres cúbics i 32 o 50 cavalls de potència depenent de si el motor equipava turbo o no. A finals de 1987, es comercialitzà una edició limitada anomenada ChaCha, destinada a dones de vora els trenta anys i només disponible en color negre amb lleugers detalls en forma de línies roges, així com equipada amb aire condicionat de sèrie. El gener de 1989 es presentà la versió TR-XX EFi, amb injecció i 64 cavalls de potència, seguida de l'edició Club Sports a l'octubre del mateix any i que oferia una suspensió rebaixada i un kit de carrosseria especial. Al Saló de l'Automòbil de Tòquio de 1989 es presentà un prototip de dues places anomenat "Leeza Spider".
Tot i tindre un disseny simple i modern per al seu temps i amb un interior fresc, la inclinació del vidre del darrere feia que el seient del darrere fóra prou estret. Els seients davanters eren espaiosos, però en detriment de les places del darrere, sent incòmode un trajecte per a quatre adults en un Leeza. Segons els resultats d'una prova britànica, la variant de 32 cavalls de potència (amb transmissió manual de cinc velocitats) va donar un temps d'acceleració de 21,3 segons de 0 a 100 quilòmetres per hora amb una velocitat màxima de 121 quilòmetres per hora. També va donar un consum de 6,84 litres de benzina als 100 quilòmetres, un aspecte que no el feia molt econòmic ni massa preparat per a una conducció extra-urbana.
El març de 1990, la llei regulatòria dels kei cars va canviar. A diferència del seu principal competidor, el Suzuki Cervo, Daihatsu va decidir només actualitzar el Leeza, donant-li el nou codi de chàssis L111. El nou Leeza, que va arribar una miqueta més tard que el seu popular germà, el Daihatsu Mira, a l'agost de 1990, estava disponible en una franja de preus entre els 698.000 i 950.000 iens en els acabats R, ChaCha i OXY. Des de llavors, el ChaCha fou una variant comuna en lloc d'una edició limitada com abans. El nou motor de 660 cc i 50 cavalls així com una carrosseria lleugerament allargada feien del nou Leeza un cotxe més pràctic alhora que permetia més equipament com el destinat a la seguretat. No obstant això, els beneficis fiscals per als falsos vehícles comercials foren abolits i el Leeza només va poder ser comercialitzat com a turisme convencional, limitant el seu mercat.
Cinc mesos després de l'actualització arribà la variant amb turbo OXY-R, amb els 64 cavalls màxims que permitien les lleis de llavors als kei cars. L'estètica de l'OXY-R destacaba pel gran bony al capó on es trobava l'intercooler. Daihatsu també va començar la producció del descapotable Spider presentat l'any 1989. El model descapotable va tindre tapisseria de pell de sèrie.